# Cour suprême du Kentucky
La Cour suprême du Kentucky est la plus haute juridiction du système judiciaire de Kentucky.
Elle a été créée par un amendement constitutionnel de 1975. Auparavant, la Cour d'appel du Kentucky était la seule cour d'appel du Kentucky. La Cour d'appel du Kentucky est maintenant la cour d'appel intermédiaire du Kentucky.